# Gaçka
Gaçka (albanisch auch Gaçkë, Guacka, serbisch Гатње Gatnje) ist eine Ortschaft in der Gemeinde Ferizaj im Kosovo.

## Geographie
Das Dorf liegt etwa acht Kilometer südwestlich der Stadt Ferizaj und wird eingeteilt in Obere Gaçka (albanisch Gaçka e Epërme, serbisch Gornje Gatnje) und Untere Gaçka (albanisch Gaçka e Poshtme, serbisch Donje Gatnje). Es liegt westlich der Autostrada R 6.

## Bevölkerung

### Ethnien
| Jahr | Einwohner |
| ---- | --------- |
| 1948 | 959       |
| 1953 | 1 020     |
| 1961 | 1 018     |
| 1971 | 1 268     |
| 1981 | 1 723     |
| 1991 | 2 048     |
| 2011 | 2 368     |

Die Volkszählung 2011 ermittelte für Gaçka 2368 Einwohner, darunter 2356 (99,49 Prozent) Albaner und ein Bosniake. Von elf Personen sind keine Daten zur Ethnie vorhanden.

### Religion
2011 bekannten sich von den 2368 Einwohnern 2357 zum Islam und elf Personen gaben keine Antwort bezüglich ihres Glaubens.

## Geschichte
Gaçka soll zu den ältesten Dörfern in der Umgebung Ferizajs gehören. Es ist im Vilâyet Vılk vom Jahr 1455 erwähnt. Im Kataster vom Sandschak von Vushtrria im Jahr 1566/1574 stehen Obere Gaçka und Untere Gaçka. Die Gemeinde wurde in den türkischen Vilâyets des Kosovo in den Jahren 1893, 1896 und 1900 registriert.